# Crowder (Mississippi)
Crowder è una città (town) degli Stati Uniti d'America, situata nelle contee di Quitman e Panola, nello Stato del Mississippi.

## Geografia fisica
La cittadina si trova in parte nella contea di Quitman (per circa 0,8 km²) e in parte minore nella contea di Panola (per circa 0,4 km²).